# Јакуб Пешек
Јакуб Пешек (чеш. Jakub Pešek; 24. јун 1993) чешки је професионални фудбалер који тренутно наступа на позицији лијевог крила за Спарту Праг и репрезентацију Чешке.

## Клупска каријера
Професионалну каријеру почео је 2014. у Спарти Праг, гдје је играо и за млађе категорије. За тим је дебитовао 9. новембра 2014. у Првој лиги Чешке, када је ушао у игру у 90. минуту, умјесто Ладислава Крејчија, у побједи од 2:0 против Словачкоа. У јануару 2015, отишао је на позајмицу у Ческе Будјејовице, а тим је откупио његов уговор током 2017. На почетку сезоне 2018/19. прешао је у  Слован Либерец, гдје је провео три године. У јуну 2021. прешао је у Спарту Праг, гдје се вратио након шест година.

## Репрезентативна каријера
У септембру 2020. по први пут је позван у сениорску репрезентацију Чешке, за утакмицу у Лиги нација, против Шкотске 7. септембра. Због позитивних резултата на корона вирус на претходној утакмици, против Словачке, за утакмицу против Шкотске, морали су да буду замијењени сви играчи који су претходно играли. Дебитовао је на утакмици против Шкотске и постигао је први гол за репрезентацију, у поразу 2:1.
На дан 27. маја 2021. нашао се у тиму за Европско првенство 2020, које је због пандемије ковида 19 помјерено за 2021. На првенству, није улазио у игру, а Чешка је у првом колу групе Д побиједила Шкотску 2:0, са два гола Патрика Шика, док је у другом колу ремизирала 1:1 против Хрватске. У трећем колу изгубила је 1:0 од Енглеске и прошла је даље са трећег мјеста. У осмини финала побиједила је Холандију 2:0, док је у четвртфиналу изгубила 2:1 од Данске.

## Статистика каријере

### Клубови
Ажурирано након утакмице игране 16. јуна 2021.
| Клуб                          | Сезона            | Лига              | Лига  | Лига | Куп   | Куп  | Континентално | Континентално | Остало | Остало | Укупно | Укупно |
| Клуб                          | Сезона            | Лига              | Утак. | Гол. | Утак. | Гол. | Утак.         | Гол.          | Утак.  | Гол.   | Утак.  | Гол.   |
| ----------------------------- | ----------------- | ----------------- | ----- | ---- | ----- | ---- | ------------- | ------------- | ------ | ------ | ------ | ------ |
| Спарта Праг                   | 2014/15.          | Прва лига Чешке   | 1     | 0    | 2     | 0    | —             | —             | —      | —      | 3      | 0      |
| Ческе Будјејовице (позајмица) | 2014/15.          | Прва лига Чешке   | 12    | 0    | —     | —    | —             | —             | —      | —      | 13     | 0      |
| Ческе Будјејовице (позајмица) | 2015/16.          | Друга лига Чешке  | 25    | 3    | 1     | 0    | —             | —             | —      | —      | 26     | 3      |
| Ческе Будјејовице (позајмица) | 2016/17.          | Друга лига Чешке  | 29    | 3    | 2     | 0    | —             | —             | —      | —      | 31     | 3      |
| Ческе Будјејовице (позајмица) | Укупно            | Укупно            | 66    | 6    | 3     | 0    | —             | —             | —      | —      | 98     | 6      |
| Ческе Будјејовице             | 2017/18.          | Друга лига Чешке  | 28    | 6    | 1     | 0    | —             | —             | —      | —      | 29     | 6      |
| Слован Либерец                | 2018/19.          | Прва лига Чешке   | 27    | 2    | 4     | 1    | —             | —             | —      | —      | 31     | 3      |
| Слован Либерец                | 2019/20.          | Прва лига Чешке   | 34    | 7    | 6     | 2    | —             | —             | —      | —      | 40     | 9      |
| Слован Либерец                | 2020/21.          | Прва лига Чешке   | 31    | 6    | 3     | 1    | 7             | 0             | —      | —      | 41     | 7      |
| Слован Либерец                | Укупно            | Укупно            | 92    | 15   | 13    | 4    | 7             | 0             | —      | —      | 112    | 19     |
| Укупно у каријери             | Укупно у каријери | Укупно у каријери | 187   | 27   | 19    | 4    | 7             | 0             | 0      | 0      | 213    | 31     |

### Репрезентација
Ажурирано након утакмице игране 6. јуна 2021.
| Репрезентација | Година | Наступи | Голови |
| -------------- | ------ | ------- | ------ |
| Чешка          |        |         |        |
| 2020           | 1      | 1       |        |
| 2021           | 1      | 0       |        |
| Укупно         | Укупно | 2       | 1      |

### Голови за репрезентацију
Ажурирано након утакмице игране 7. септембра 2020.
| ‡ | Гол из пенала |

| Број | Датум              | Локација                                 | Противник | Гол за | Коначан резултат | Такмичење            |
| ---- | ------------------ | ---------------------------------------- | --------- | ------ | ---------------- | -------------------- |
| 1    | 7. септембар 2020. | Стадион Андрув, Оломоуц, Чешка Република | Шкотска   | 1:0    | 1:2              | Лига нација 2020/21. |